# Minerva Jean Falcon
Minerva Jean A. Falcon ist eine philippinische Diplomatin im Ruhestand.

## Leben
Sie studierte an der Universität der Philippinen und erwarb dort den Abschluss als Bachelor of Arts. Später machte sie den Bachelor of Law und den Master of Arts in internationalen Beziehung an der Universität Boston.
1972 trat sie in den diplomatischen Dienst ihres Landes ein. Sie war in Spanien aktiv, von 1994 bis 1996 als Botschafterin in der Türkei und von Dezember 1996 bis November 2000 als Generalkonsulin auf Hawaii eingesetzt.
Für sechs Monate war sie als philippinische Generalkonsulin in Hamburg tätig, bevor sie 2002 Botschafterin in Deutschland wurde. Im Juli 2005 wurde sie vom Magazin Diplomatische Depesche im Magdeburger Herrenkrughotel als Botschafterin des Monats ausgezeichnet. Zwischen dem 15. Oktober 2005 und dem 10. März 2007 war sie Generalkonsulin im kanadischen Vancouver. Falcon war dann von 2007 bis 2008 philippinische Botschafterin in der Schweiz. In dieser Funktion unterstützte sie die philippinischen Bemühungen vom ehemaligen Präsident Ferdinand Marcos veruntreute Gelder zurückzuerlangen, die auf Schweizer Treuhandkonten lag.
Nach einer Tätigkeit als Generalkonsulin in Toronto trat sie in den Ruhestand.